# Ulster Defence Regiment
Ulster Defence Regiment o UDR fu un reggimento di fanteria dell'esercito britannico, dedito alla sicurezza interna dell'Irlanda del Nord durante il conflitto nordirlandese.